# Table des caractères Unicode/U11200
Cette page contient des caractères spéciaux ou non latins. S’ils s’affichent mal (▯, ?, etc.), consultez la page d’aide Unicode.
Table des caractères Unicode U+11200 à U+1124F.

## Khojki
Ce sont les caractères Unicode utilisés pour le Khojki (en).

### Table des caractères
| en fr   | 0 | 1 | 2 | 3 | 4 | 5 | 6 | 7 | 8 | 9 | A | B | C | D | E | F |
| ------- | - | - | - | - | - | - | - | - | - | - | - | - | - | - | - | - |
| U+11200 | 𑈀 | 𑈁 | 𑈂 | 𑈃 | 𑈄 | 𑈅 | 𑈆 | 𑈇 | 𑈈 | 𑈉 | 𑈊 | 𑈋 | 𑈌 | 𑈍 | 𑈎 | 𑈏 |
| U+11210 | 𑈐 | 𑈑 |   | 𑈓 | 𑈔 | 𑈕 | 𑈖 | 𑈗 | 𑈘 | 𑈙 | 𑈚 | 𑈛 | 𑈜 | 𑈝 | 𑈞 | 𑈟 |
| U+11220 | 𑈠 | 𑈡 | 𑈢 | 𑈣 | 𑈤 | 𑈥 | 𑈦 | 𑈧 | 𑈨 | 𑈩 | 𑈪 | 𑈫 | 𑈬  | 𑈭  | 𑈮  | 𑈯  |
| U+11230 | 𑈰  | 𑈱  | 𑈲  | 𑈳  | 𑈴  | 𑈵  | 𑈶  | 𑈷  | 𑈸 | 𑈹 | 𑈺 | 𑈻 | 𑈼 | 𑈽 | 𑈾  | 𑈿 |
| U+11240 | 𑉀 | 𑉁  |   |   |   |   |   |   |   |   |   |   |   |   |   |   |